# Vereinigung für zeitgenössische Musik
Die Vereinigung für zeitgenössische Musik (1927–1932) war eine Institution zur Förderung der Neuen Musik im München der Weimarer Republik.

## Geschichte
Das künstlerisch-kulturelle Leben Münchens in der Weimarer Zeit war ausgesprochen konservativ geprägt und ließ die sogenannte Neue Musik weitgehend unbeachtet. Aufführungen von Künstlern der Neuen Musik arteten in der Zeit nach dem Ersten Weltkrieg meist zu Eklat-Veranstaltungen aus und wurden mit überzogenen Kritiken bedacht, die den musischen Aspekt in den Hintergrund treten ließen.

### Gründung und Mitglieder
Schon während seiner Studienzeit hatte der junge Komponist Fritz Büchtger (1903–1978) mit dem Pianisten Udo Dammert (1904–2003) und dem bereits renommierten Pianisten und Hochschullehrer Franz Dorfmüller (1887–1974) Privatkonzerte veranstaltet.
Mit der „Vereinigung für zeitgenössische Musik“ gründete der Dreierbund im März 1927 ein professionelles Forum zur Auflockerung der konservativen Grundstimmung. Es hatte nach den Vereinsstatuten den Zweck, „ohne parteimäßige und nationale Bindung die Werke lebender Komponisten aufzuführen“. Weitere Gleichgesinnte stießen dazu – darunter Werner Egk (1901–1983), Carl Orff (1895–1982), Karl Marx (1897–1985) und wenig später als geistiger Führer der Dirigent Hermann Scherchen (1891–1966). Der durch viele weitere renommierte Interpreten und Komponisten wachsende Kreis wurde als „Büchtgerbande“ oder „Münchner Unruhegeister“ bekannt.

### Veranstaltungen
Während knapp fünf Jahren sorgte die „Vereinigung für zeitgenössische Musik“ mit zahlreichen großen und kleinen Konzerten und besonders mit den vier Festwochen für Neue Musik zwischen Oktober 1929 und Mai 1931 in der damaligen Musikwelt für überregionale Beachtung. Bei den ungefähr 175 aufgeführten Werken (viele davon zum ersten Mal) standen als Komponisten Béla Bartók, Fritz Büchtger, Paul Hindemith, Igor Strawinsky, Ernst Toch und Alexander Tscherepnin im Vordergrund. Aber auch Stücke von Alban Berg, Bert Brecht/Kurt Weill, Werner Egk, Alois Hába, Arthur Honegger, Zoltán Kodály, Ernst Krenek, Francesco Malipiero, Carl Orff und Arnold Schönberg waren zu hören. Allerdings konnte sich Fritz Büchtger für die Musik der Zweiten Wiener Schule nicht so erwärmen; deshalb waren Komponisten wie Berg und Schönberg nur mit wenigen Beispielen vertreten. Viel beachtet wurde auch die Gegenüberstellung mittelalterlicher Organakunst zu zeitgenössischen Musikwerken wie z. B. Perotins „Sederunt principes“ aus der Zeit um 1200 in Bearbeitung von Rudolf von Ficker.

### Ende und Versuche zur Fortsetzung
Bereits bei ihrer Gründung war die Einrichtung auf Zuschüsse der Stadt München angewiesen. Die allgemeine wirtschaftliche Not und die wachsende politische Radikalisierung zwangen Büchtger 1932 die Institution aufzulösen. Die dringend benötigten finanziellen Zuwendungen wurden immer wieder von den Programminhalten abhängig gemacht. Werke von missliebigen oder verbotenen Komponisten aufzuführen, war von vorneherein zum Scheitern verurteilt.
Die Annäherung an die nur nach außen hin unabhängige Besucherorganisation Kampfbund für deutsche Kultur erbrachte nichts, weil sie kurz danach in der „N.S. Kulturgemeinde Ortsverband München“ aufging. Büchtger trat 1932 sogar in die SA ein – was aber auch nicht weiterhalf – und kündigte die Mitgliedschaft als bekennender Anthroposoph 1938 wieder auf.
Nach 1933 war an eine offene Fortsetzung angesichts der kulturpolitischen Einstellung der Nationalsozialisten nicht mehr zu denken.
Unter der harmlosen Bezeichnung „Neue Musikalische Arbeitsgemeinschaft München“ und mit einem Jahreszuschuss von 500 Mark von Münchens Kulturreferent unterstützt nutzte Büchtger eine der wenigen Möglichkeiten zu einer einigermaßen befriedigenden Weiterarbeit mit regelmäßigen Konzerten aus dem Gesamtgebiet der Musikliteratur (so die fingierte Bezeichnung). Sie fanden meist in den Souterrain-Räumen der Tonhalle, im Untergrund halt statt, und da waren eben nur 20 bis 30 Leute da. Doch alle Musiker haben mitgemacht. (Fritz Büchtger).

## Kooperationen
Während des knapp fünfjährigen Bestehens der „Vereinigung für zeitgenössische Musik“ gelang es dem rührigen Komponisten und Organisator Büchtger, die wichtigen Münchner Musikinstitutionen Bayerisches Staatstheater, die Münchner Kammerspiele, den Konzertverein München (Münchner Philharmoniker) und die Konzertgesellschaft für Chorgesang, die Bürger-Sänger-Zunft und den Domchor, die Kammertanzbühne der Günther-Schule und den Münchner Bach-Verein sowie die neuen Medien Rundfunk (Deutsche Stunde in Bayern) und Film (z. B. Tonfilme Episode, Musik von Paul Dessau, oder Vormittagsspuk mit der Musik von Paul Hindemith) in die Veranstaltungen mit einzubeziehen.